# Jan Keupp

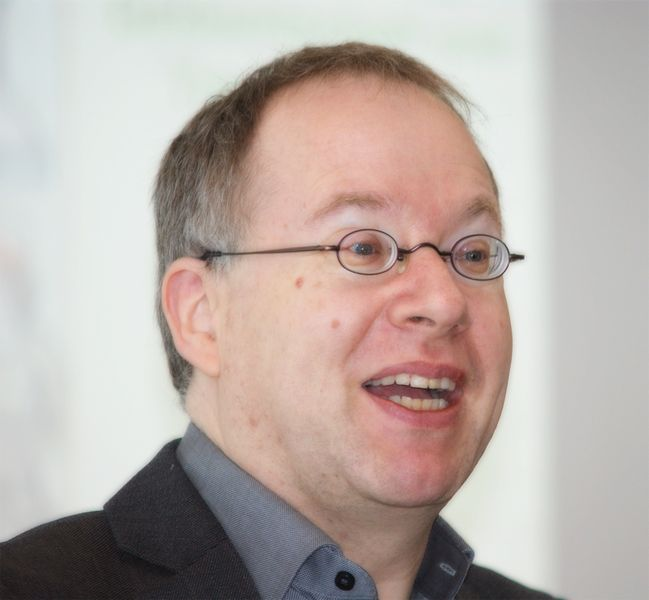
Jan Keupp, aufgenommen von Werner Maleczek 2023 auf der Frühjahrstagung des Konstanzer Arbeitskreises auf der Reichenau.

Jan Ulrich Keupp (* 23. Dezember 1973 in München) ist ein deutscher Historiker. Seit 2012 lehrt er als Professor für die Geschichte des Hoch- und Spätmittelalters und Historische Hilfswissenschaften an der Universität Münster.

## Leben und Wirken
Jan Keupp studierte von 1993 bis 1997 mittelalterliche, Bayerische sowie Vor- und Frühgeschichte und Germanistik in München. 1997 folgte der Magister. In Köln war er 2001/02 wissenschaftlicher Mitarbeiter. Im Jahr 2001 wurde er an der Universität Bielefeld promoviert mit einer von Stefan Weinfurter angeregten und Neithard Bulst betreuten Arbeit über die Ministerialen Friedrich Barbarossas und Heinrichs VI. Von Sommersemester 2002 bis 2008 war er wissenschaftlicher Assistent an der LMU München am Lehrstuhl von Knut Görich. Er war wissenschaftlicher Mitarbeiter und Leiter des DFG-Projekts Die Hüllen des Selbst. Mittelalterliche Mode im Spannungsfeld von gesellschaftlicher Norm und subjektiver Verortung. Seine Habilitation erfolgte 2009 in München über die Mode im Mittelalter. Seit September 2009 war er Akademischer Mitarbeiter an der Ruprecht-Karls-Universität Heidelberg. Im Wintersemester 2011/12 hatte er eine Vertretung des Lehrstuhls III für Mittelalterliche Geschichte an der Universität Münster. Seit April 2012 lehrt er als Nachfolger von Eva Schlotheuber als Professor an der Universität Münster Mittelalterliche Geschichte.
Seine Forschungsschwerpunkte sind die Zeichensysteme sozialer und politischer Ordnung im Mittelalter, die Etablierung und Praxis herrschaftlicher Autorität im hochmittelalterlichen Reich, die Verfassungs- und Sozialgeschichte des Hofes sowie die Sozialgeschichte geistlicher und weltlicher Eliten. In seiner Dissertation stand nicht die gesamte Ministerialität der Zeit Friedrichs I. und Heinrichs VI. im Blickpunkt, sondern es ging ihm um einen „durch Herrschernähe konstituierten Personenkreis“. Keupp untersuchte exemplarisch acht Ministerialengeschlechter und konzentrierte sich dabei „auf die Ebene der regionalen Herkunftsräume, ihrer politischen Kraftfelder, personellen Beziehungsnetzwerke und Besitzstrukturen“. Er konnte nachweisen, dass der Reichsdienst eine wesentliche Voraussetzung für den Ausbau der eigenen regionalen Machtstellung war. In seiner Arbeit konnte er außerdem feststellen, dass sich Friedrich Barbarossa zunächst kaum auf Ministerialen in seiner Herrschaft stützte. Seit 1177 kam es durch die Neuausrichtung der Italienpolitik beim Verhältnis zu den Ministerialien zu einem Wandel. Der Sohn und Nachfolger Barbarossas stützte sich in seiner Herrschaft zunehmend auf die Reichsministerialen. Seitdem waren die Ministerialen „nicht mehr allein die unabdingbare Grundlage intensivierter Herrschaftsgestaltung“, sondern „in hohem Maße auch deren aktive Träger und Initiatoren“. Mit seiner Arbeit erweiterte er das Wissen zu den Handlungsspielräumen der Reichsministerialen und relativierte zugleich das bisherige Urteil der Ministerialen als „Organ des königlichen Willens“ oder „Berufsbeamtentum“ (Karl Bosl).
Keupp forschte einschlägig zur Kleidung des Mittelalters. Im Zentrum der Habilitation fragte er nach „den sozialen Spielräumen und Wirkungsweisen der Kleiderwahl“. Dabei untersuchte er anhand der mittelalterlichen Quellenüberlieferung die Bekleidungspraxis für das Gebiet des Reiches zwischen dem 9. und 15. Jahrhundert. Für das Mittelalter erkennt Keupp „im Medium der Kleidung [...] restriktive wie produktive Bedingungen einer intersubjektiven Selbstverortung“. Mit seiner Habilitation leistete Keupp einen maßgeblichen Beitrag zur kulturgeschichtlichen mediävistischen Kleidungsforschung. Im Jahr 2012 erhielt Keupp für seine Habilitation den mit 5.000 € dotierten Stauferpreis von der Stauferstiftung Göppingen.

## Schriften (Auswahl)
Monografien
- Mode im Mittelalter. 2., überarbeitete Auflage. Wissenschaftliche Buchgesellschaft, Darmstadt 2016, ISBN 978-3-534-26802-3.
- Die Wahl des Gewandes. Mode, Macht und Möglichkeitssinn in Gesellschaft und Politik des Mittelalters (= Mittelalter-Forschungen. Bd. 33). Thorbecke, Ostfildern 2010, ISBN 978-3-7995-4285-2 (Zugleich: München, Universität, Habilitations-Schrift, 2009) (online).
- Dienst und Verdienst. Die Ministerialen Friedrich Barbarossas und Heinrichs VI. (= Monographien zur Geschichte des Mittelalters. Bd. 48). Hiersemann, Stuttgart 2002, ISBN 3-7772-0229-0 (Zugleich: Bielefeld, Universität, Dissertation, 2002).

Herausgeberschaften
- mit Jörg Peltzer, Sabine Klapp: 800 Jahre Stadt Annweiler. Mittelalterliche Befunde und neuzeitliche Sinnstiftungen (= Veröffentlichungen der Kommission des Landtages für die Geschichte des Landes Rheinland-Pfalz. Bd. 33). verlag regionalkultur, Ubstadt-Weiher u. a. 2021, ISBN 978-3-95505-302-4.
- mit Richard Engl, Markus Krumm, Romedio Schmitz-Esser: StauferDinge. Materielle Kultur der Stauferzeit in neuer Perspektive. Schnell + Steiner, Regensburg 2022, ISBN 978-3-7954-3626-1.
- mit Romedio Schmitz-Esser: Neue alte Sachlichkeit. Studienbuch Materialität des Mittelalters. Thorbecke, Ostfildern 2015, ISBN 3-7995-0629-2.
- mit Knut Görich, Theo Broekmann: Herrschaftsräume, Herrschaftspraxis und Kommunikation zur Zeit Friedrichs II. (= Münchner Beiträge zur Geschichtswissenschaft. Bd. 2). Utz. München 2008, ISBN 978-3-8316-0756-3 (Rezension).